# والترود کرتشمار
والترود کرتشمار (آلمانی: Waltraud Kretzschmar؛ ۱ فوریه ۱۹۴۸ – ۷ فوریهٔ ۲۰۱۸) بازیکن هندبال زن اهل آلمان بود.